# Río de Oro (Colombia)
Río de Oro è un comune della Colombia facente parte del dipartimento di Cesar.
Il centro abitato venne fondato da Mateo Corzo, Juan de Gálvez Caballero e Catalina Gálvez de Caballero nel 1658.